# Herwig Karzel
Herwig Karzel (ur. 17 marca 1925 w Bielsku, zm. 29 lipca 2001 w Salzburgu) – austriacki duchowny i teolog luterański, superintendent Górnej Austrii w latach 1980–1990.
Pochodził z Bielska (dziś Bielsko-Biała) na Śląsku Cieszyńskim. Miał trójkę rodzeństwa (w tym brata pracującego później jako katecheta), a jego ojciec był pastorem miejscowego zboru ewangelickiego. Po 1945 rodzina została przymusowo wysiedlona i osiadła w Górnej Austrii.
Karzel studiował teologię ewangelicką na Uniwersytecie Wiedeńskim oraz Uniwersytecie Ruprechta i Karola w Heidelbergu. W latach 1950–51 był wikariuszem w Kirchberg-Thening oraz Ried im Innkreis, następnie pełnił funkcję proboszcza we wspomnianym Ried w latach 1953–58, a w latach 1958–65 w Braunau am Inn. W 1966 trafił, za sprawą biskupa Gerharda Maya, do Biura Dyrektora Seminarium Ewangelickiego w Wiedniu, tak zwanego Domu Theodora Zöcklera. W roku 1980 zastąpił Leopolda Temmelsa jako superintendenta (biskupa) diecezji Górnej Austrii (z siedzibą w Linzu). Dekada Karzela upłynęła przede wszystkim pod znakiem dialogu ekumenicznego z kościołem rzymskokatolickim.
W 1989 otrzymał Wielką Złotą Odznaką Honorową za Zasługi dla Republiki Austrii. Pochowany jest w Wiedniu.